# UFC Fight Night: Holloway vs. Rodríguez
UFC Fight Night: Holloway vs. Rodríguez (también conocido como UFC Fight Night 197 y UFC on ESPN+ 55) fue un evento de artes marciales mixtas producido por Ultimate Fighting Championship que tuvo lugar el 13 de noviembre de 2021 en las instalaciones del UFC Apex en Enterprise, Nevada, parte del área metropolitana de Las Vegas, Estados Unidos.

## Antecedentes
El 19 de octubre se anunció que la UFC envió un memorando a los luchadores y a su personal en relación con los cambios en la política de requisitos para los viajes internacionales a Estados Unidos. A partir del 8 de noviembre, las personas extranjeras que deseen viajar a Estados Unidos deberán estar completamente vacunadas con una de las siete vacunas aprobadas por la Organización Mundial de la Salud y presentar una prueba de ello. También necesitarán un resultado negativo en la prueba COVID-19 de un periodo de 72 horas antes del viaje. La política también se aplica a los que cruzan desde Canadá o México, o a los que vienen en barco. Este será el primer evento con este requisito.
El combate entre Max Holloway y Yair Rodríguez encabezó el evento. Ambos estaban programados previamente para encabezar UFC on ESPN: Makhachev vs. Moisés, pero Holloway fue retirado del combate durante las semanas previas a ese evento debido a una lesión.
Se esperaba un combate de peso semipesado entre Kennedy Nzechukwu y Da Un Jung en UFC Fight Night: Ladd vs. Dumont, pero se retrasó a este evento por razones desconocidas.
Se esperaba un combate de peso mosca femenino entre Jessica Eye y Andrea Lee para este evento. Sin embargo, Eye se retiró del combate a mediados de octubre alegando una enfermedad y fue sustituida por Cynthia Calvillo.
Se esperaban dos combates de peso medio entre Kevin Holland y Kyle Daukaus, así como Eryk Anders y Roman Dolidze para este evento. Sin embargo, Holland se retiró de su combate debido a una lesión, y Anders se retiró del evento por razones no reveladas. Daukaus y Dolidze se enfrentaron en su lugar. A su vez, el combate fue desechado debido a los protocolos de COVID-19 relacionados con el campamento de Dolidze.
Un combate de peso ligero entre Marc Diakiese y Rafael Alves tuvo lugar en este evento. Se esperaba que ambos se enfrentaran en UFC Fight Night: Brunson vs. Till, pero Alves se retiró del combate a mediados de agosto por razones no reveladas y el combate se canceló.
Se esperaba un combate de peso pluma entre Lando Vannata y Tucker Lutz para este evento. Sin embargo, Lutz fue retirado del combate y en su lugar fue programado para enfrentar a Pat Sabatini en UFC Fight Night: Vieira vs. Tate.
Se esperaba un combate de peso semipesado entre Ovince Saint Preux y Philipe Lins para este evento. Sin embargo, Saint Preux se retiró del combate por razones no reveladas y el combate fue cancelado.
Se esperaba un combate de peso semipesado entre Danilo Marques y Jailton Almeida para este evento. Sin embargo, Marques tuvo que ser operado, por lo que el combate fue reprogramado para UFC Fight Night: Hermansson vs. Strickland.
En el pesaje, dos luchadores no alcanzaron el peso para sus respectivos combates. Joel Álvarez pesó 157.5 libras, una libra y media por encima del límite del peso ligero. Liana Jojua pesó 128.5 libras, dos libras y media por encima del límite del peso mosca femenino. Ambos combates se celebraron en el peso acordado y Álvarez y Jojua recibieron una multa del 30% de sus bolsas, que fueron a parar a sus oponentes Thiago Moisés y Cortney Casey respectivamente.
Con ocho nocauts, este evento empató el récord de más nocauts en un solo evento de UFC.

## Premios de bonificación
Los siguientes luchadores recibieron bonificaciones de $50000 dólares.
- Pelea de la Noche: Max Holloway vs. Yair Rodríguez
- Actuación de la Noche:  Khaos Williams y Andrea Lee